# Mount Backus
Mount Backus är ett berg i Kanada.   Det ligger i provinsen Alberta, i den södra delen av landet, 2 900 km väster om huvudstaden Ottawa. Toppen på Mount Backus är 1 794 meter över havet, eller 345 meter över den omgivande terrängen. Bredden vid basen är 8,4 km.
Terrängen runt Mount Backus är huvudsakligen lite kuperad. Trakten runt Mount Backus är nära nog obefolkad, med mindre än två invånare per kvadratkilometer.. Närmaste större samhälle är Bellevue, 17,7 km norr om Mount Backus.
I omgivningarna runt Mount Backus växer i huvudsak barrskog.